# Coltriciella dependens
Coltriciella dependens är en svampart som först beskrevs av Berk. & M.A. Curtis, och fick sitt nu gällande namn av William Alphonso Murrill 1904. Coltriciella dependens ingår i släktet Coltriciella och familjen Hymenochaetaceae.   Inga underarter finns listade i Catalogue of Life.